# 81. Sinfonie (Haydn)
Die Sinfonie G-Dur Hoboken-Verzeichnis I:81 komponierte Joseph Haydn wahrscheinlich im Jahr 1784 während seiner Anstellung als Kapellmeister beim Fürsten Nikolaus I. Esterházy. Die Sinfonie fällt insbesondere durch den ungewöhnlichen Beginn des ersten Satzes auf.

## Entstehung der Sinfonien Nr.79, 80 und 81

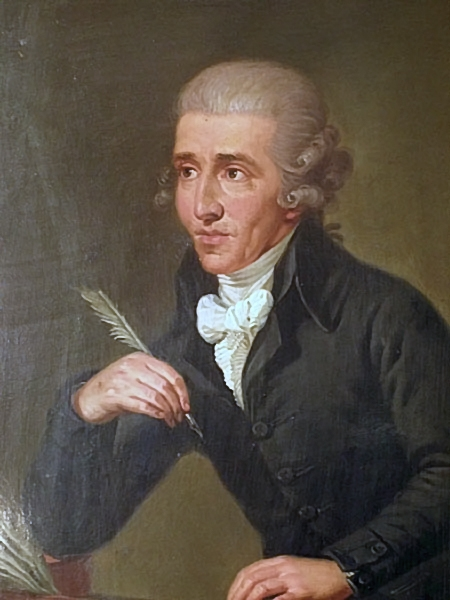
Joseph Haydn (Gemälde von Ludwig Guttenbrunn, um 1770)

Zur Entstehung der wahrscheinlich 1784 komponierten Sinfonien Nr. 79 bis 81 siehe bei der Sinfonie Nr. 79.
Das Werk wird in der Literatur bis auf den ungewöhnlichen Beginn des ersten Satzes unterschiedlich beurteilt. Nach Michael Walter ist „die Verbindung von Unkompliziertem, Populärem und Artifiziellem“ nicht überzeugend, die Einleitungstakte des ersten Satzes könnten „ihre Versprechen einer unkonventionellen Entwicklung des Satzes nicht einlösen“, das Andante sei ein „etwas langatmiger Variationensatz, dessen Binnenkontraste zu wenig konturiert“ sind, das Menuett konventionell und die Originalität des Schlusssatzes erschöpfe sich in dessen Beginn. Charles Rosen hält die Sinfonie dagegen für „unterschätzt“, und auch Antony Hodgson hebt die einzelnen Sätze lobend hervor (auch das Trio vom Menuett) und bezeichnet bspw. den Schlusssatz als „eines von Haydns besten Finali“.

## Zur Musik
Besetzung:  Querflöte, zwei Oboen, zwei Fagotte, zwei Hörner, zwei Violinen, Viola, Cello, Kontrabass. Über die Beteiligung eines Cembalo-Continuos in Haydns Sinfonien bestehen unterschiedliche Auffassungen.
Aufführungszeit:  ca. 20 bis 25 Minuten (je nach Tempo und Einhalten der vorgeschriebenen Wiederholungen).
Bei den hier benutzten Begriffen der Sonatensatzform ist zu berücksichtigen, dass dieses Schema in der ersten Hälfte des 19. Jahrhunderts entworfen wurde (siehe dort) und von daher nur mit Einschränkungen auf die Sinfonie Nr. 81 übertragen werden kann. – Die hier vorgenommene Beschreibung und Gliederung der Sätze ist als Vorschlag zu verstehen. Je nach Standpunkt sind auch andere Abgrenzungen und Deutungen möglich.

### Erster Satz: Vivace
G-Dur, 4/4-Takte, 179 Takte

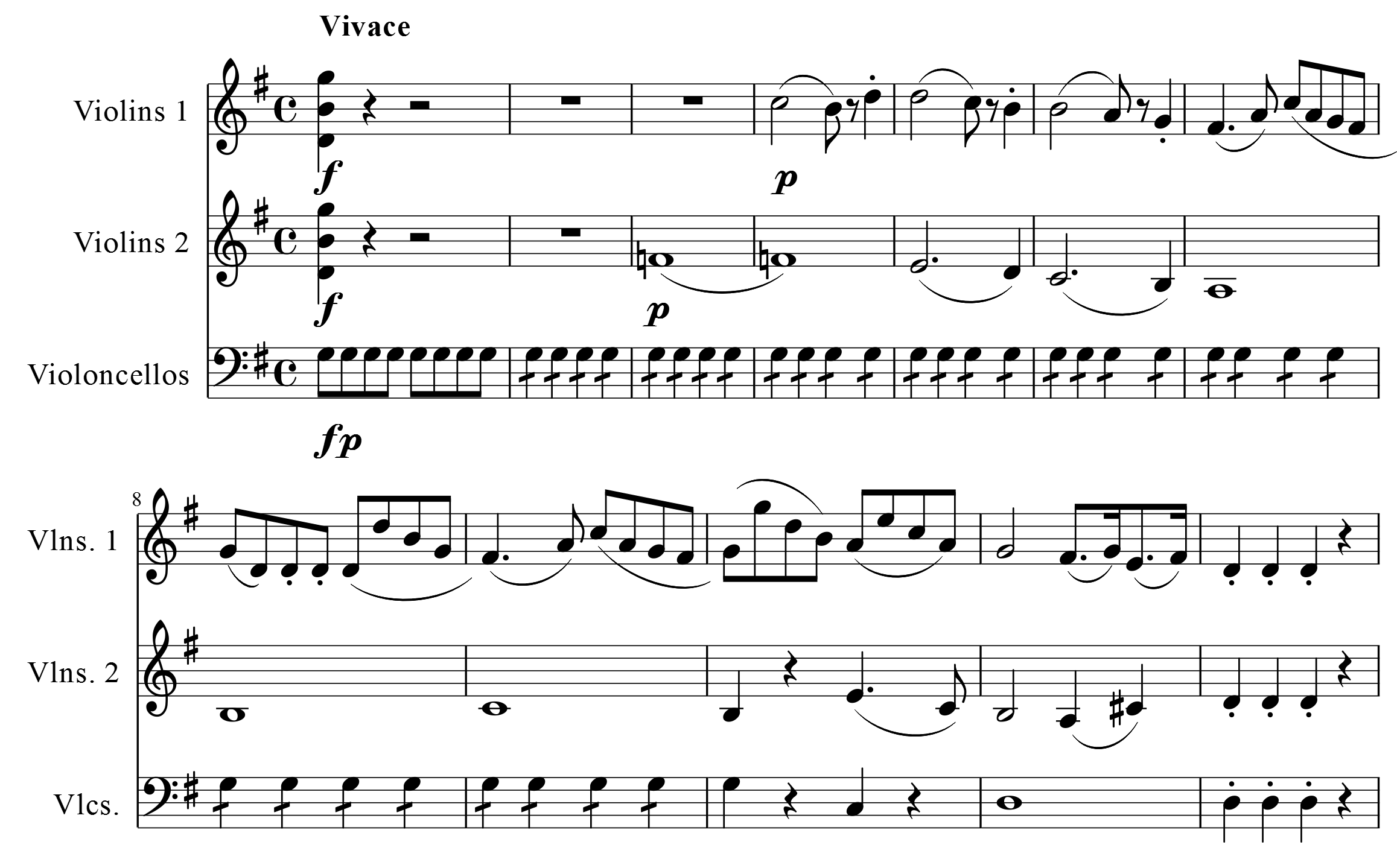
Beginn des Vivace

Der ungewöhnliche Satzbeginn wird in der Literatur mehrfach hervorgehoben: Auf den einleitenden G-Dur-Akkordschlag des ganzen Orchesters folgen drei „leere“ Takte, die nur vom „Trommelbass“ des Cellos auf G gefüllt sind. In Takt 3 legt sich in der 2. Violine die Septime f darüber, d. h. ein zu G-Dur harmonieferner Ton (interpretierbar als zu C-Dur gehörig).

„Auch die anschließenden Vorhalte zwischen 1. und 2. Violine lassen uns im Ungewissen, ob wir uns in C-dur oder G-dur befinden. Erst vom 7. Takt an, wenn die 1. Violine den Ton ‚fis‘ erreicht, hebt sich dieser eigentümliche Schleier und in den sanft kreisenden Achtelbewegungen der 1. Violine kommt die Tonart G-dur endgültig zum Vorschein.“

Diese Bewegung, die nach dem pausendurchsetzten „Vorhaltsmotiv“ etwas fließender ist, schließt in Takt 12 mit Akkordschlägen in der Dominante D-Dur. Anschließend wird das „erste Thema“ (je nach Standpunkt auch als Einleitung interpretierbar) wiederholt, nun im vierten Thementakt mit begleitender Viola und am Ende zur Tonika G-Dur schließend. Kontrastierend folgt ab Takt 24 ein Forteblock des ganzen Orchesters, bei dem zunächst ein „Akzent-Motiv“ (der Akzent ist als Synkope auf der zweiten Taktzeit ausgebildet) mit Sechzehntel-Roller prägend ist, abgelöst von einer chromatischen Tremolo-Passage (wiederum mit Akzenten), und schließlich ein Motiv mit Quarte bzw. Terz im punktierten Rhythmus und virtuosem Sechzehntellauf abwärts („Laufmotiv“). Das Laufmotiv erscheint im Wechsel von Ober- und Unterstimmen und wechselt dann mit dem isolierten punktierten Rhythmus im energischen Unisono zur Doppeldominante A-Dur, das dominantisch den Eintritt des zweiten Themas in D-Dur vorbereitet.
Das zweite Thema im „zärtlichen Serenadentonfall“ besteht aus einer einfachen Frage-Antwort – Struktur mit Anhang. Zunächst tragen Streicher mit Fagott (das den fehlenden Streicherbass ersetzt) das Thema vor, anschließend wird es als Variante mit Liegeton in der 1. Oboe (dafür ohne Fagott) und mit chromatischer, an Mozart erinnernder Anreicherung wiederholt, ehe Fagott und Viola die chromatische Figur fortspinnen. Die Schlussgruppe ab Takt 61 (forte, ganzes Orchester, D-Dur) wiederholt diese Fortspinnung im Bass über Tremolo und greift dann nochmals den punktierten Rhythmus im Unisono sowie den Sechzehntel-Roller vom ersten Thema auf.
Die Durchführung (ab Takt 68) beginnt forte von D-Dur aus mit dem Akzent-Motiv, bringt dann piano den Beginn vom ersten Thema als Variante und verarbeitet anschließend in einer längeren Forte-Passage zunächst das Laufmotiv, dann den herausgestellten punktierten Rhythmus und schließlich das Akzent-Motiv.
Ebenso wie der Satzbeginn wird auch der unscharfe Eintritt der Reprise in der Literatur hervorgehoben: Die Tonrepetition auf E in Viola und Bass ab Takt 94 und das zu ihnen dissonierende B der zweiten Violine (im Intervall des Tritonus zu E anstelle der Septime vom Satzanfang) kündigen das Thema an. Der Themenauftritt ist allerdings stark verändert: beim Vorhaltsmotiv lässt die stimmführende 1. Violine den Auftakt aus, und anstelle des zweiten Thementeils mit der fließenderen Bewegung setzt Haydn zwei Einschübe. Der erste Einschub besteht aus wiederum „leeren“ Takte mit Tonrepetition der 2. Violine, der zweite aus einem weiteren Auftritt des Vorhaltsmotivs, das „in sehr konzentrierter Form und kompaktem Satz sechs Takte lang verarbeitet und umgebildet wird.“ Auffällig ist hierbei auch das taktweise Hinzutreten der Holzbläser. Erst danach (ab Takt 110) folgt der zweite Teil des Themas, bei dem nun die Flöte mit stimmführend ist, während das Cello seine Tonrepetition durch einen Liegeton ausgetauscht hat.
Auf das Thema folgen ab Takt 117 eine dramatische Wendung nach g-Moll mit Tremolo, anschließend das Akzent-Motiv, die gegenüber der Exposition ausgedehntere und etwas dramatischere Tremolopassage sowie das zweite Thema. Die Schlussgruppe ist verändert: die chromatische Wendung vom Ende des zweiten Themas wird weiter fortgesponnen, die Figur mit dem punktierten Rhythmus ist zugunsten des (bisher in der Reprise fehlenden) Laufmotivs ausgelassen. Haydn beendet den Satz mit einer Coda, die piano den Satzbeginn als Variante mit Beteiligung des ganzen Orchesters aufgreift und pianissimo als schlichte Kadenz schließt. Exposition sowie Durchführung und Reprise werden wiederholt.

„Der Beginn von JOSEPH HAYDNs G-Dur-Symphonie Nr. 81, obwohl er im Rahmen der Harmonielehre-Regeln problemlos ‚erklärbar‘ ist, muß dem zeitgenössischen Zuhörer ziemlich fremd vor dem Ohr geklungen haben […].“

„In der unterschätzten Symphonie Nr. 81 […] sind die Anfangstakte so entworfen, daß sie in der Reprise eine subtile, verwischte Rückkehr zur Tonika gestatten. Der Anfang ist nach dem ersten, freimütigen Akkord recht mysteriös, aber die Reprise ist noch viel schwerer faßbar […].“

### Zweiter Satz: Andante
D-Dur, 6/8-Takt, 60 Takte

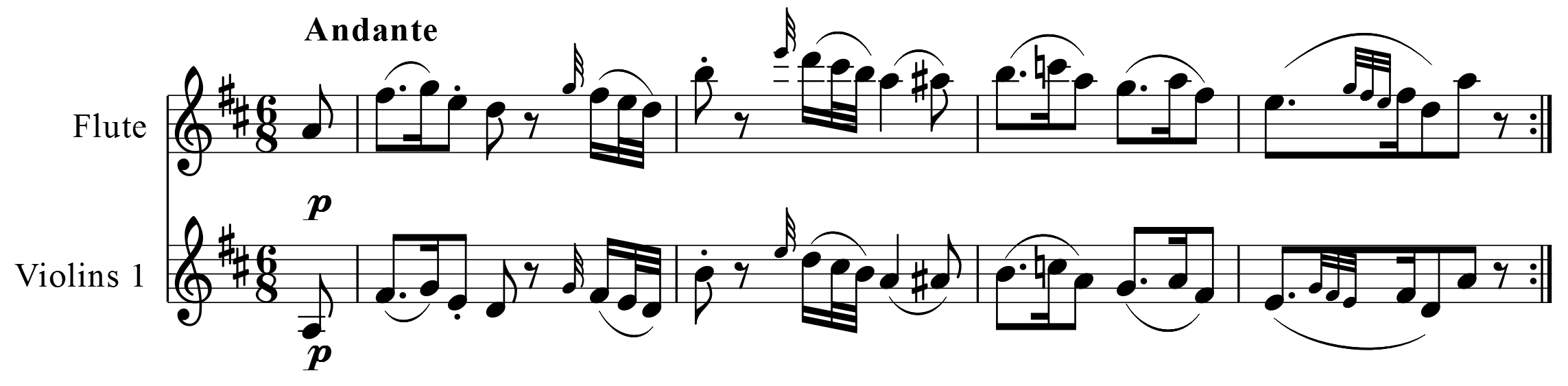
Beginn des Andante, erste Themenhälfte

Das Andante ist ein Variationssatz mit einem Hauptthema und vier Variationen.
- Das Hauptthema mit seinem kennzeichnenden Siciliano-Rhythmus wird von Flöte und 1. Violine vorgestellt, die übrigen Streicher begleiten. Es ist zweiteilig strukturiert, wobei jeder Teil wiederholt wird (erster Teil viertaktig, zweiter Teil achttaktig, so auch bei allen folgenden Variationen).
- Variation 1 (Takt 13 bis 24): D-Dur, Figuration des Themas, Instrumentierung wie anfangs.
- Variation 2 (Takt 25 bis 40): d-Moll, ganzes Orchester beteiligt, kontrastierende Gegenüberstellung von Forte- und Pianopassagen. Das Thema wird hier stärker verändert als in den anderen Variationen.[7] Am Ende fällt ein im Forte betonter, dissonanter Akkord auf.
- Variation 3 (Takt 41 bis 48): D-Dur, nur Streicher, Thema ist in der stimmführenden 1. Violine in Triolen aufgelöst.
- Variation 4 (Takt 49 bis 60): D-Dur, ganzes Orchester. Thema in Originalgestalt in Flöte, 1. Violine und teils den Oboen. Begleitung im Pizzicato (2. Violine als durchlaufende Sechzehntel).

„Es ist ein friedlicher Satz, voll von pastoraler Gelassenheit, der allerdings keine bestimmte Szene heraufbeschwört, sondern eher ein grundsätzliches Gefühl von weitem Raum und unbegrenzten Landschaften.“

### Dritter Satz: Menuetto. Allegretto
G-Dur, 3/4-Takt, 84 Takte
Der erste Teil des Menuetts beginnt forte als achttaktiges Thema, das in den Oberstimmen aus Staccato-Tonrepetition, Pendelfigur und auftaktigem Dreiklangmotiv besteht. Der Bass begleitet gegenstimmenartig in gleichmäßigen Vierteln unter Andeutung des Auftaktmotivs und der Tonrepetition. Kontrastierend folgt noch ein Piano-„Anhang“ aus vier Takten, der das Auftmotiv als Variante echohaft wiederholt. Die auftaktige Figur wird im zweiten Teil für acht Takte weitergeführt (zunächst vier Takte forte im ganzen Orchester, dann vier Takte nur Streicher), ehe der Anfangsteil wiederkehrt. Dieser ist nun allerdings verändert und erweitert, indem der Themenkopf nach seiner Vorstellung in G-Dur nochmals in D-Dur gebracht wird und der Piano-Anhang durch eine Synkopen-Passage ausgewechselt ist. Haydn beendet das Menuett als Coda, in der die solistischen Bläser und Streicher das Auftaktmotiv im Frage-Antwort – Dialog spielen.
Im ersten Teil des Trios (ebenfalls G-Dur) spielen solistisches Fagott und 1. Violine eine volkstümliche Melodie, die übrigen Streicher begleiten nahezu unverändert in gleichmäßigen Vierteln des G-Dur – Dreiklangs. (Je nach Standpunkt kann man durch Andeutungen des Auftaktmotivs sowie des Pendelmotivs eine Verwandtschaft zum Menuett sehen, die ostinatoartige Begleitung ggf. vom Tonrepetitions-Anfang abgeleitet). Der zweite Teil beginnt als achttaktige Fortspinnung des Materials, dann wird der erste Teil aufgegriffen. Die Wiederholung des zweiten Teils ist ausgeschrieben, wobei nun das Wiederaufgreifen vom ersten Teil in Moll steht. Dies wird von einigen Autoren als „ungarische“ Klangfarbe interpretiert.

### Vierter Satz: Finale. Allegro, ma non troppo
G-Dur, 2/2-Takt (alla breve), 141 Takte
Das periodisch strukturierte erste Thema (Hauptthema) wird piano von den Streichern vorgestellt. Die Stimmführung der durchlaufenden Achtelbewegung ist als „originellen Unschärfe“ im ersten Takt jeder Themenhälfte in Viola / Bass und geht im zweiten Takt auf die 1. Violine über. Kennzeichnend und für den weiteren Satzaufbau von Bedeutung ist der Themenkopf mit seinem Oktavsprung aufwärts, der Tonrepetition und der abgesetzten, fallenden Bewegung. Das Thema durchschreitet in der zweiten Hälfte taktweise eine vollständige Kadenz (Tonika G-Dur, Subdominante C-Dur, Dominante D-Dur, Tonika).
Der folgende, vorwärtsdrängende und tänzerische Forte-Block des ganzen Orchesters erinnert teilweise an die Figuren des Themas (Takt 17 ff.), kontrastierend schließen ab Takt 25 erst virtuose Staccato-Sextolen im Wechsel vom ganzen Orchester und der 1. Violine, dann vorschlagsartige Figuren (im lombardischen Rhythmus) an. Die fünftaktige, echohaft im Piano wiederholte Phrase ab Takt 36 in der Dominante D-Dur führt den Themenkopf durch verschiedene Stimmen, und auch die kurze Schlussgruppe greift im Bass auf den Themenkopf zurück, während die übrigen Instrumente energische Akkordschläge dazusetzen.
Die Durchführung beginnt ebenfalls mit dem Themenkopf in e-Moll im energischen Unisono des ganzen Orchesters, anschließend bricht die Musik in einer langen Generalpause ab. Dann setzt das Hauptthema im Streicherpiano in C-Dur ein, wird aber in der zweiten Themenhälfte anders fortgesponnen bis zum Einsatz eines langen Forte-Blocks. Dieser verarbeitet anfangs den Themenkopf mit energischen Akzenten, greift dann die Sextolen-Passage auf und stellt schließlich den Themenkopf über elftaktigem Orgelpunkt auf D nochmals heraus (zunächst im Dialog der Violinen, dann mit dissonierenden Synkopen in der 1. Violine).
Die Reprise (ab Takt 96) wechselt in der zweiten Hälfte des Hauptthemas im ganzen Orchestereinsatz zum Forte, die zweite Themenhälfte wird variiert wiederholt. Die in der Exposition folgende tänzerische Passage ist durch eine mehrstimmige Verarbeitung des Themenkopfes ersetzt. Der Rest der Reprise ab der Sextolenpassage ist wie die Exposition strukturiert. Exposition sowie Durchführung und Reprise werden wiederholt.